# テボホ・モコエナ
テボホ・モコエナ（Teboho Patrick Mokoena、1974年7月10日 - ）は、南アフリカの元サッカー選手。元南アフリカ代表。ポジションはミッドフィールダー。

## 来歴
2001年に南アフリカ代表デビュー。2002 FIFAワールドカップではグループステージ全3試合に出場、初戦・パラグアイ戦では得点を決めた。また、アフリカネイションズカップ2004にも出場した。南アフリカ代表で通算28試合に出場、5得点をあげた。

## 代表歴

### 出場大会
- 南アフリカ代表
  - 2002 FIFAワールドカップ

### 試合数
- 国際Aマッチ 28試合 5得点（2001年-2004年）[1]

| 南アフリカ代表 | 国際Aマッチ | 国際Aマッチ |
| 年             | 出場        | 得点        |
| -------------- | ----------- | ----------- |
| 2001           | 7           | 0           |
| 2002           | 10          | 4           |
| 2003           | 10          | 1           |
| 2004           | 1           | 0           |
| 通算           | 28          | 5           |